# Ibragim Ibragimov
Ibragim Sjaraputtinovitj Ibragimov (ryska: Ибрагим Шарапуттинович Ибрагимов), född 4 mars 2001, är en rysk brottare som tävlar i fristil.

## Karriär
Vid EM 2025 i Bratislava tog Ibragimov guld i 65 kg-klassen efter att ha besegrat franske Khamzat Arsamerzouev i finalen.